# Koe Fasi Oe Tui Oe Otu Tonga
Koe Fasi Oe Tui Oe Otu Tonga is het volkslied van Tonga. De titel betekent letterlijk: lied van de koning van de Tonga-eilanden. In het dagelijks leven in Tonga is het volkslied beter bekend als 'fasi fakafonua', wat letterlijk 'nationaal lied' betekent. Het werd geschreven door Prince Uelingatoni Ngū Tupoumalohi met de muziek van Karl Gustavus Schmitt. Het werd voor het eerst gebruikt in 1874.

## Originele volkslied

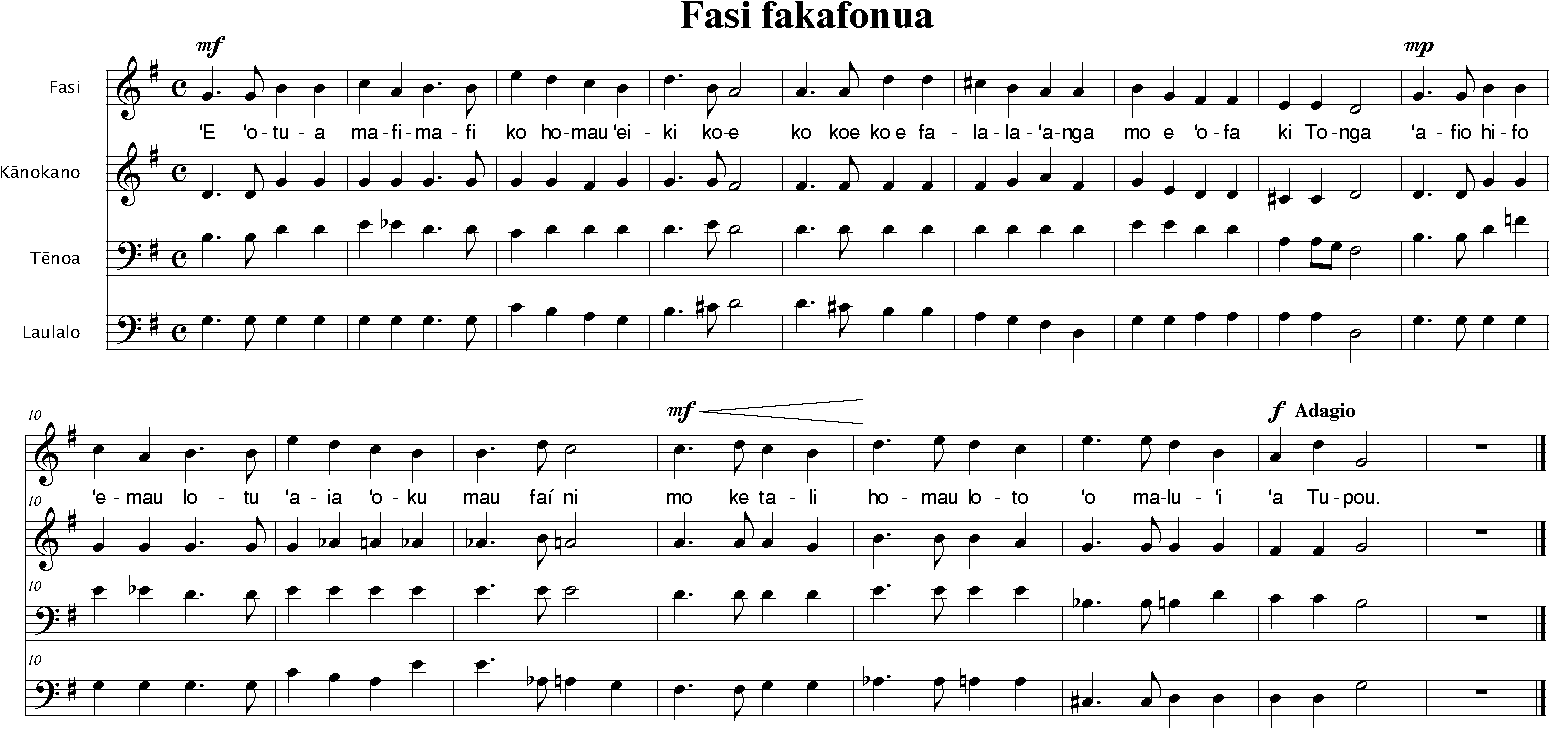

'E 'otua māfimafi
ko homau 'eiki koe
ko koe ko e falala'anga
mo e 'ofa ki Tonga.
'Afio hifo 'emau lotu
'aia 'oku mau faí ni
mo ke tali homau loto
'o malu'i 'a Tupou.

## Engelse vertaling
Oh, almighty God!
You are our Lord,
It is You, the pillar
And the love of Tonga.
Look down on our prayer
That is what we do now
And may You answer our wish
To protect Tupou.

## Nederlandse vertaling
O, almachtige God!
U bent onze Heer
U bent het, onze steun
En de liefde van Tonga
Luister naar onze gebeden
Dat is wat wij nu doen
En mag U onze gebeden verhoren
Om Tupou te beschermen
Onafhankelijke staten: Australië · Fiji · Kiribati · Marshalleilanden · Micronesia · Nauru · Nieuw-Zeeland · Palau · Papoea-Nieuw-Guinea · Salomonseilanden · Samoa · Tonga · Tuvalu · Vanuatu
Afhankelijke gebieden: Amerikaans-Samoa · Cookeilanden · Frans-Polynesië · Guam (onofficieel) · Nieuw-Caledonië · Niue · Noordelijke Marianen · Norfolk · Pitcairneilanden · Tokelau-eilanden · Wallis en Futuna